# Крэм, Ральф Адамс
Ральф А́дамс Крэм (англ. Ralph Adams Cram; (16 декабря 1863[…], Хамптон-Фолс, Нью-Гэмпшир — 22 сентября 1942[…], Бостон) — американский архитектор, историк искусства и писатель, один из крупнейших представителей неоготического стиля в архитектуре США, профессор философии архитектуры и глава архитектурной школы Массачусетского технологического института. Его называли «американским Рёскином» за глубокую связь архитектуры с философией, религией и искусством.

## Биография
Крам родился в 16 декабря 1863 года в Хамптон-Фолс, штат Нью-Гэмпшир. Он происходил из знатной, но небогатой семьи из Новой Англии. Она не могла позволить оплатить обучение Крама в колледже, и в юности он отправлен учеником в архитектурную фирму Rotch and Tilden в Бостоне. Здесь он вошёл в круг местной литературной и художественной богемы 1880-х годов. Крам испытал сильное влияние идей Джона Рёскина, Уильяма Морриса и высоко ценил творчество Генри Вогана,
под руководством которого познакомился с позднеанглийской готикой. Придерживался монархических взглядов.